# 새우 칩
새우 칩(--chip)은 동남아시아와 중화권 등에서 먹는 새우 과자이다.

## 이름
- 말레이시아: 크로폭 우당(말레이어: keropok udang)
- 베트남: 바인 퐁 똠(베트남어: bánh phồng tôm)
- 인도네시아: 크루푹 우당(인도네시아어: kerupuk udang), 크루푹 우랑(자와어: krupuk urang)
- 중화권: 샤폔(중국어 간체자: 虾片, 정체자: 蝦片, 병음: xiāpiàn), 하핀(광둥어: 蝦片, 월병: haa1 pin32)
- 태국: 카오 끄리압 꿍(태국어: ข้าวเกรียบกุ้ง)

## 지역별 새우 칩

### 동남아시아
베트남의 사댁 등지에서는 바인 퐁 똠(베트남어: bánh phồng tôm)이라는 새우 칩을 먹는다.
인도네시아/말레이시아에서는 크루푹/크로폭의 하나인 크루푹 우당(인도네시아어: kerupuk udang)/크로폭 우당(말레이어: keropok udang)을 먹는다.

### 중화권
중화권의 샤폔(중국어 간체자: 虾片, 정체자: 蝦片, 병음: xiāpiàn)은 식용 색소로 물들여 만드는 경우가 많다.

### 기타
인도네시아를 식민지배했던 네덜란드에서도 크루푹을 즐겨 먹는다.
한국의 알새우칩, 새우깡이나 일본의 갓파에비센 등도 새우 칩과 비슷한 새우 과자이다.

## 사진

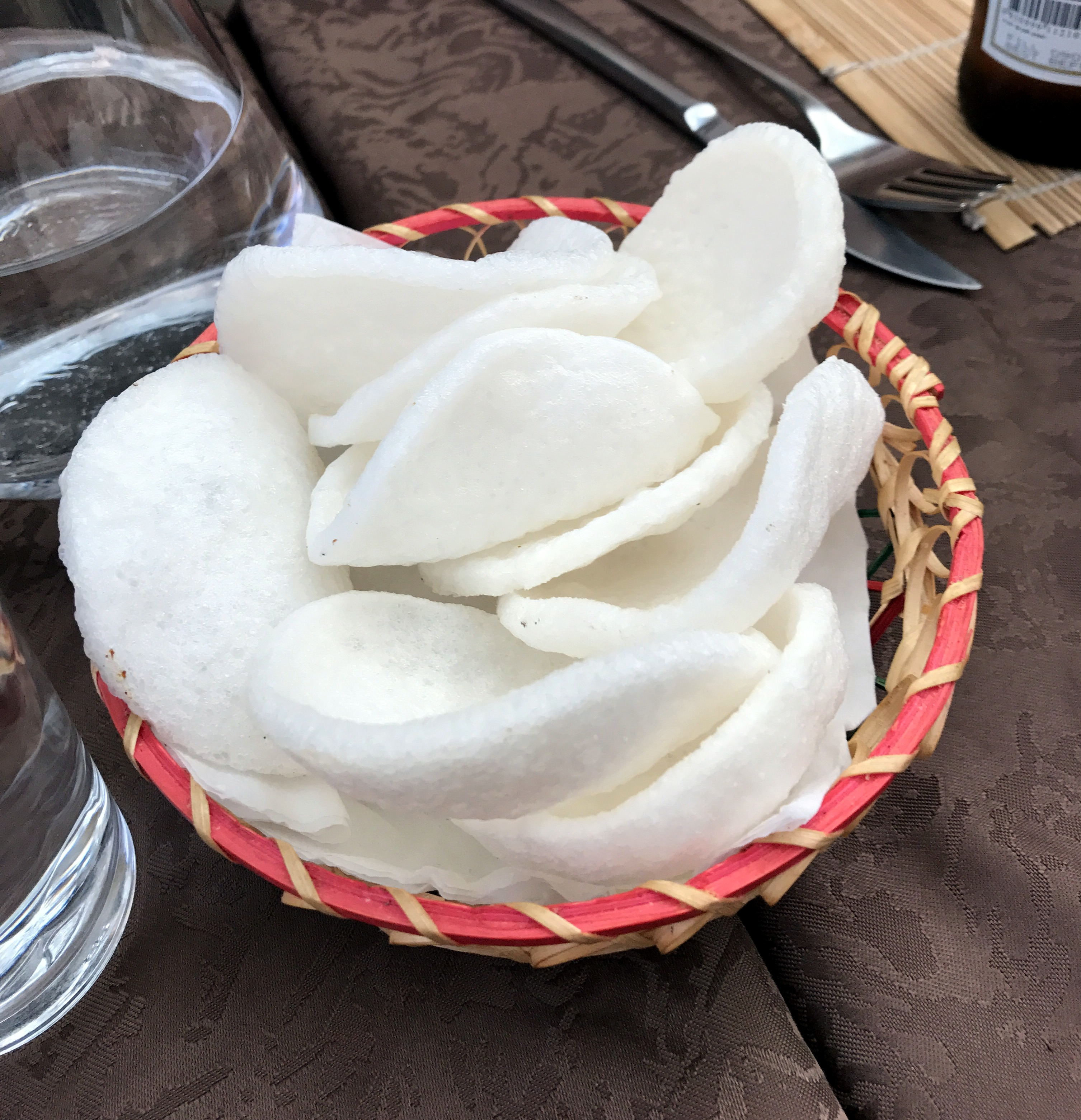
바인 퐁 똠
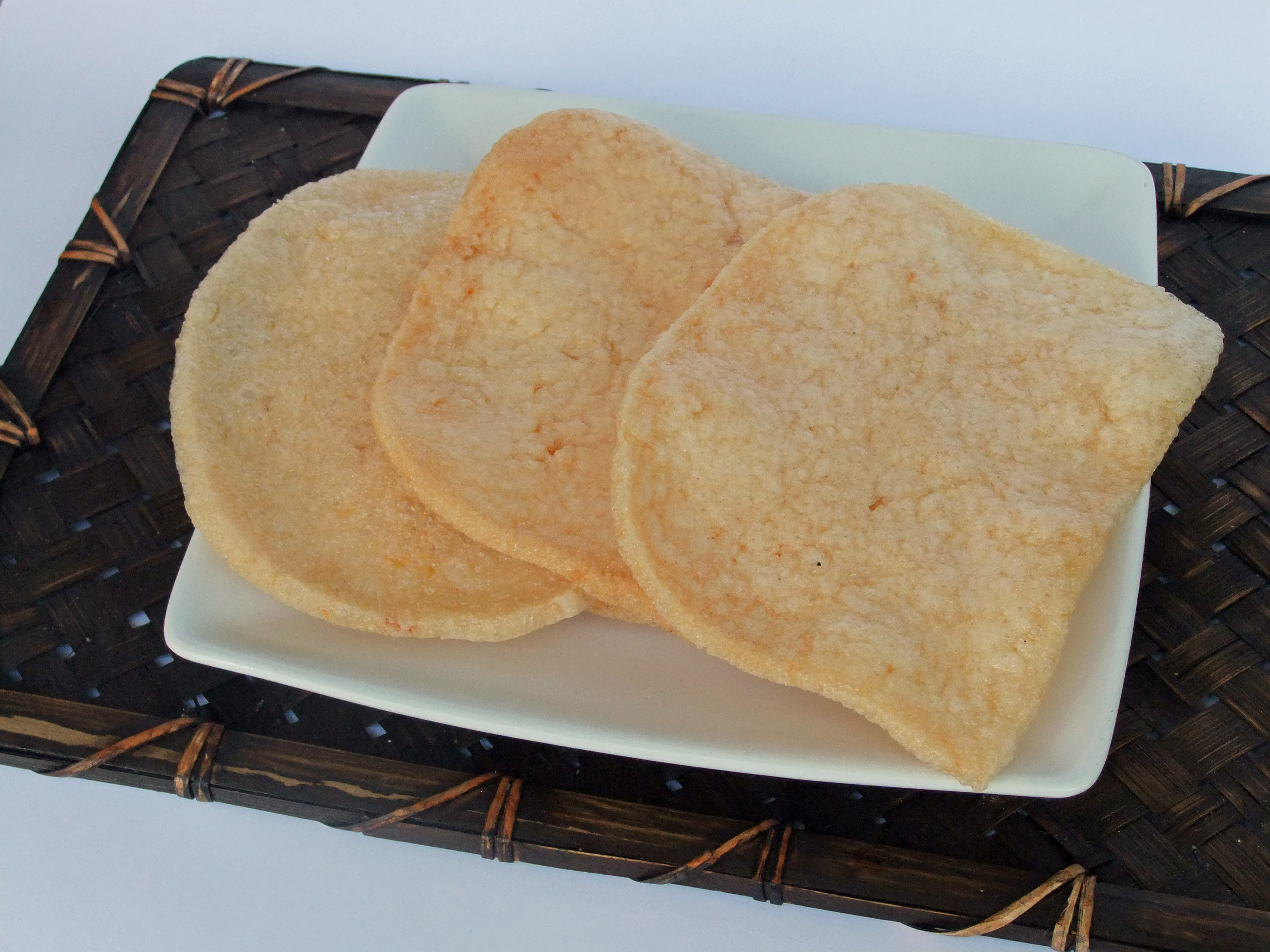
크루푹 우당
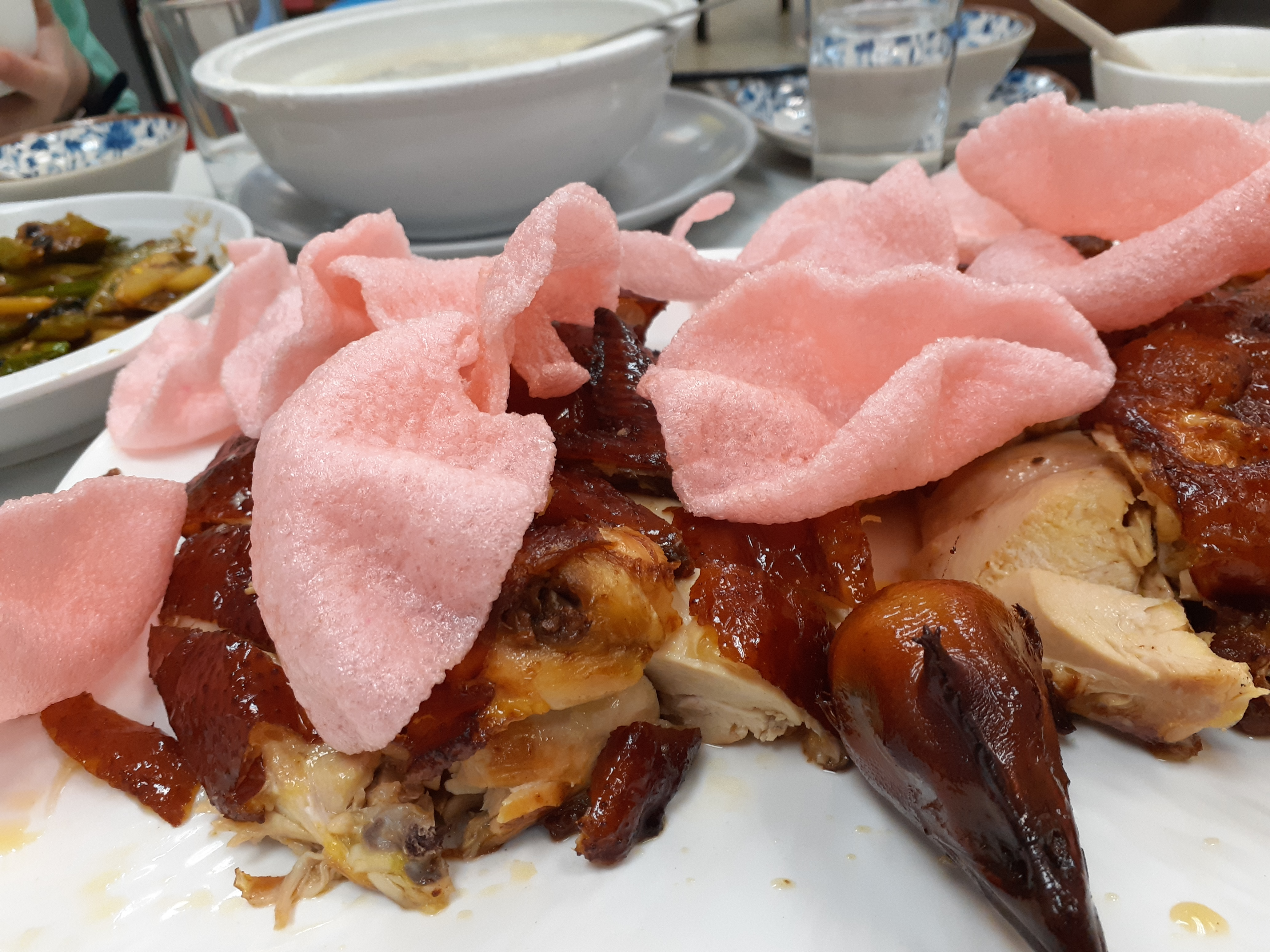
하핀

## 같이 보기
- 감자 칩
- 새우